# Daniel Brinkmann
Daniel Brinkmann (Horn-Bad Meinberg, 29 gennaio 1986) è un allenatore di calcio ed ex calciatore tedesco, di ruolo centrocampista, tecnico dell'Hansa Rostock.

## Carriera
Nella stagione 2011-2012 ha giocato 15 partite in Bundesliga con l'Augusta.

## Palmarès

### Giocatore

#### Competizioni nazionali
- 3. Liga: 1

Arminia Bielefeld: 2014-2015